# فرهنگ میرزا ابراهیم
فرهنگ میرزا ابراهیم واژه‌نامه‌ای فارسی از میرزا ابراهیم اصفهانی است که در زمان شاه تهماسب یکم صفوی و در سال ۹۸۶ قمری/۹۵۷ خورشیدی تألیف آن را به پایان برده است.
حرف نخست این فرهنگ لغت «باب» و حرف پایان آن «فصل» است. این فرهنگ با واژه «آرا» آغاز شده و با کلمه «یزدادی» پایان یافته است. میرزا ابراهیم، اشعار بسیاری را از شعرای متعدّد به عنوان شواهد لغوی آورده و بیشترین ابیات، از فردوسی، انوری، ظهیر فاریابی و کمال‌الدین اسماعیل اصفهانی است.
در تدوین واژه‌نامه از شیوه کسانی چون محمد بن هندوشاه نخجوانی مؤلّف صحاح‌الفرس استفاده شده است و این فرهنگ از منابع مورد استفاده فرهنگ‌های بعدی مانند مجمع‌الفرس سروری، فرهنگ جهانگیری، برهان قاطع و غیاث‌اللغات بوده است.